# M/T Istra
M/T Istra bio je trajekt u sastavu flote Jadrolinije. Izgrađen je 1966. u jednom danskom brodogradilištu, za potrebe danskog naručitelja. Tijekom povijesti trajekt je mijenjao puno vlasnika i imena. Plovio je pod imenima: Mette Mols, Mette Mo, Dana Gloria i Balkanija.
Jadrolinija ga je kupila 1981. Od tada pa do 1992. Istra je plovila pod imenom Balkanija. Do početka Domovinskog rata najčešće je plovila na međunarodnoj liniji Zadar - Ancona. Kasnije je održavala lokalne linije na splitskom području. Trajekt se često pokazao vrlo odličnim na svim linijama.
M/T Istra kapaciteta je 135 automobila i oko 800 osoba.
Nakon što ga je kupila turska tvrtka, brod je odtegljen u rezalište u turskoj Aliagi i izrezan.

## Vanjske poveznice
|  | Zajednički poslužitelj ima još gradiva o temi M/T Istra |